# 비치사커

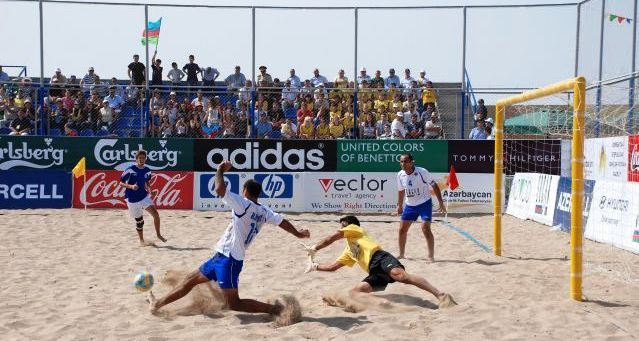
비치사커 경기를 하는 모습

비치사커(영어: beach soccer, beach football) 또는 비살(beasal)은 축구에서 변형된 구기 스포츠로서 골키퍼를 포함하여 5명이 한 팀을 이룬다. 주로 해변이나 실내외 모래구장에서 경기가 열리며, 축구에 비해 그라운드 규격이 훨씬 더 작다. 축구, 풋살처럼 비치사커 또한 국제축구연맹에서 주관하며, 대표적인 비치사커 대회에는 국제축구연맹이 주관하는 FIFA 비치사커 월드컵이 있다. 이 대회는 1995년부터 매년 개최되어오다가 2009년부터는 매 2년마다 개최되고 있다.

## 역사
비치 사커는 브라질, 더 정확하게는 리우데자네이루에서 시작되었다. 1940년부터 이어져 온 동네 소규모 토너먼트를 통합하기 위해 1950년 최초의 공식 토너먼트가 창설되었다. 이 토너먼트는 국제적인 게임으로 성장했다. 에리크 캉토나, 호세 미겔 곤살레스, 훌리오 살리나스, 호마리우, 레오베지우두 링스 다 가마 주니오르 및 지쿠와 같은 국제 선수들의 참여는 170개 이상의 국가에서 시청자에게 TV 방송 범위를 확대하는 데 도움이 되었다.
비치 사커는 수년 동안 다양한 형식으로 레크리에이션으로 진행되었다. 1992년에 게임의 법칙이 구상되었고 로스앤젤레스에서 BSWW 창립 파트너에 의해 파일럿 이벤트가 열렸으며 이 스포츠는 2017년에 비치 사커 로스앤젤레스(Beach Soccer Los Angeles)에 채택되어 로스앤젤레스 카운티 전역에서 게임이 진행되었다. 1993년에는 미국, 브라질, 아르헨티나, 이탈리아 팀이 참가하는 최초의 프로 비치 사커 대회가 마이애미 비치에서 조직되었다.

## 토너먼트
- FIFA 비치사커 월드컵
- 해변 아시안 게임 비치사커

## 같이 보기
- 축구
- 풋살
- FIFA 비치사커 월드컵
- 비치핸드볼
- 비치발리볼
- 풋살
- 길거리 축구